# أم (فلم 2017)
أم (بالإنجليزية: Mom) هو فيلم هندي عن الجريمة والإثارة لعام 2017 من إخراج رافي أوديوار، استنادًا إلى سيناريو من تأليف جيريش كوهلي. التي تنتجها سونيل مانتشاندا، موكيش تالريجا، ناريش أغاروال وجوتام جاين،  الفيلم النجوم سريديفي باعتبارها الاقتصاص الذي يحدد للانتقام لها ابنة، الذي تضطلع به الممثلة الباكستانية سجال علي. كما قام ببطولة الفيلم نواز الدين صديقي وأكشاي خانا والممثل الباكستاني عدنان صديقي في الأدوار الداعمة. قام بتأليف وإنتاج الموسيقى للفيلم أي.أر. رحمان. يمثل هذا الفيلم ظهور سريديفي السينمائي رقم 300 والأخير قبل وفاتها في 24 فبراير 2018. صدر الفيلم في 7 يوليو 2017، بأربع لغات، وحقق نجاحًا نقديًا وتجاريًا. نالت سريديفي الثناء على أدائها في الفيلم مع صحيفة تايمز أوف إنديا قائلة إن الممثلة «توضح سبب كونها الكاهنة العليا للسينما الهندية». حصل الفيلم على جائزتين في حفل توزيع جوائز الفيلم الوطني الخامس والستين: أفضل ممثلة لسريديفي، مسجلاً أول فوز بعد وفاته في هذه الفئة وأفضل نتيجة خلفية لـ أي.أر. رحمان. في حفل توزيع جوائز فيلم فير 63، تلقى الفيلم ستة ترشيحات، بما في ذلك أفضل ممثلة وأفضل ممثلة (نقاد) لسريديفي وأفضل ممثل مساعد لصديقي. في شباك التذاكر، وقد حقق الفيلم 175 كرور روبية هندية (29 مليون دولار أمريكي) جميع أنحاء العالم، بما في ذلك 16٫02 مليون دولار أمريكيفي الصين.

## القصة
تتمتع مدرسة الأحياء ديفكي بالحيوية والشعبية بين طلابها. في الفصل، يرسل طالب موهيت، ابنة زوجة ديفكيا، آريا، مقطع فيديو مسيئًا، ويلقي ديفكي هاتفه من النافذة. في المنزل، على الرغم من نهج ديفكي المستمر والدافئ تجاهها، تظل آريا فاترة وبعيدة، رافضة محاولاتها لبناء علاقة. آريا مدعوة لحفلة عيد الحب في مزرعة؛ يسمح ديفكي بذلك بتردد كبير. آريا ترفض موهيت وصديقه المثير تشارلز في الحفلة. غضبًا من هذا الرفض العلني، قام تشارلز، موهيت، جاغان والحارس بابو بمهاجمة آريا عندما تغادر الحفلة بوحشية اغتصاب لها وتفريغ لها في نزيف على طول جانب الطريق، وتركلها ميته بعد خنقها. تم العثور عليها بالكاد على قيد الحياة وتم نقلها إلى المستشفى، حيث خضعت لعمليات مختلفة لإنقاذها. ديفكي وزوجها أناند محطمان. آريا تسترد عافيتها وتصدر بيانًا يسمي مهاجميها.
المفتش ماثيو يقبض على المهاجمين بسرعة. ومع ذلك، تنهار القضية عندما تم العثور على آريا وهي تشرب، وبالتالي بناء حجة أن ذاكرتها لا يمكن الاعتماد عليها. تم انتشال عينات الجثث في وقت متأخر جدا وكانت أضعف من أن تتناسب مع المهاجمين. القاضي يبرئ المهاجمين الأربعة لعدم كفاية الأدلة. يقترح محاميها الاستئناف أمام محكمة أعلى لكن ديفكي فقد الثقة. آريا، التي لا تزال في حالة صدمة وكسرها حكم المحكمة، تبتعد عن ديفكي. بحزن، تدرك ديفكي أنها ربما فقدت آريا إلى الأبد.
تتذكر ديفكي المحقق الغامض إلى حد ما، دي كي، الذي التقت به ليلة اغتصاب آريا. إنه أب لابنته، وهو يتفهم ألمها ويوافق على مساعدتها لأن ديفكي يريد الانتقام من آريا.
تسعى ديفكي للحصول على مساعدة طلابها السابقين - المتحولين جنسياً الذين يفهمون محنتها. يغويون الحارس ويخدرونه. استيقظ بعد أربعة أيام، وهو لا يزال في حالة سكر، ليجد برعبه أنه مخصي ولا يتذكر شيئًا. وأن تشارلز هو التالي. يقتحم ديفكي منزله ويخلط بذور التفاح المطحونة – مصدر السيانيد – في مسحوق اللياقة الخاص به. تشارلز مشلول. عندما زار موهيت تشارلز في المستشفى، دفكي، تلقى بلاغًا من دي كي، زرع بذور التفاح وغيرها من الأدلة في منزل موهيت. المفتش ماثيو يعتقل موهيت بسرعة؛ سيموت تشارلز قريباً وسيكون موهيت هو القاتل. بينما يتغلب ديفكي على كل من مهاجمي آريا، فإن مواقفهم تتصدر الأخبار، والتي تتابعها آريا بمفاجأة. إنها تعتقد أنه قد يكون والدها، وهي ممتنة له بعمق. يشك ماثيو أيضًا في الأب، ولكن، على الرغم من أنه قد تعقبه، لا يمكنه القبض عليه. ثم وجد نظارة ديفكي في شقة موهيت ويبدأ في الاشتباه بها.
ماثيو يواجه ديفكي ولكن لا يوجد دليل. يحذرها من أن الرجل الرابع، جاغان، مجرم صعب: ملاحقته أمر خطير على أسرتها. يزور جاغان تشارلز ويكتشف أن «الأم» (ديفكي) هي التي تنتقم. يلاحق دي كي ويكتشف أن ديفكي يقضي عطلة في كوخ ثلجي في كفري. ويقوم جاغان بقتل دي كي ويطارد ديفكي. يكتشف ماثيو كاميرا خفية في نظارة دي كي الشمسية ويسارع لإنقاذ ديفكي.
جاغان يقطع الكهرباء في الكوخ ويطلق النار على أناند. هناك شجار وركض آريا في الثلج. يلاحقها جاغان ويحاول ديفكي إنقاذها. بينما يوشك جاغان على قتل ديفكي، يعترض له ماثيو ويتعامل مع جاغان. هناك مواجهة: يوجه ديفكي مسدسًا إلى جاغان ويحاول ماثيو التحدث معها بإخبارها أن آناند على قيد الحياة وفي المستشفى وإذا أطلقت النار عليه، فسوف تذهب إلى السجن. يسمع آريا، في الأدغال، جاغان عندما يروي بغضب كيف قضى ديفكي على المهاجمين الآخرين. يعرف ديفكي أنه إذا بقي جاغان على قيد الحياة فسوف يلاحقها مرة أخرى. في هذه المرحلة، سلمها ماثيو بندقيته وحثها على قتله. يتردد ديفكي ولكن عندما اعترفت آريا المنهكة بأن ديفكي هي «أمي» للمرة الأولى، يطلق ديفكي النار على جاغان ميتًا.وآريا تعانقها.

## الممثلين
- سريديفي بدور ديفكي ساباروال: زوجة والدة أريا ومعلمة الأحياء
- نواز الدين صديقي بدور دايا شنكر «دي كي» كابور: محقق
- أكشاي خانا في دور ماثيو فرانسيس، مكتب التحقيقات المركزي، مسؤول سي بي أي
- عدنان صديقي بدور أناند صباروال: والد آريا
- ساجال علي بدور آريا صباروال: ابنة ديفكي
- أبهيمانيو سينغ في دور جاغان
- بيتوباش مثل بابورام
- فيكاس فيرما بدور تشارلز ديوان
- إيفان رودريغز مديرًا للمدرسة
- أدارش جراف في دور موهيت، زميل آريا

## الإنتاج
أُعلن في أوائل عام 2016 أن سريديفي ستلعب في دور البطولة التالية في إنتاج بوني كابور المنزلي المرتكز على المرأة بعنوان أمي ليخرجه رافي أوديوار. تم اختيار نواز الدين صديقي للعب دور مهم في الفيلم وكشف الممثل أن حلمه أصبح حقيقة بالنسبة له للعمل مع سريديفي. بعد ذلك، قام أكشاي خانا والممثلون ساجال علي وعدنان صديقي بأدوار حاسمة. تم توقيع مع أي.أر. رحمان لتأليف موسيقى أمي.

### التصوير
تم تصوير أول موجة من الفيلم في نيودلهي في مارس 2016 حول مواقع كلية شري رام التجارية في جامعة دلهي ونويدا فيلم سيتي. بعد ذلك، تم إنطلاق على أمي في جدول زمني واسع النطاق في ميستيا، جورجيا. أطلق الطاقم في ظروف متجمدة تحت الصفر سبع درجات لأكثر من شهرين. على الرغم من البيئة المناخية الصعبة، تم الانتهاء من جدول التصوير بنجاح. تم استئناف التصوير مرة أخرى في مارس 2017 وتم الانتهاء من الجزء الأخير من الفيلم في بانكوك.

## الإصدار والتسويق
تم الكشف عن العرض الأول للفيلم في جوائز زي سيني 2017 من قبل سلمان خان الذي أشاد بسريديفي على المسرح ووصفها بأنها «نجمة أكبر من الخانات». جعلت الممثلة أول نظرة علنية على تويتر والتي انتشرت على نطاق واسع. بعد ذلك، حصل الأعلان التشويقي للفيلم على 1.2 مليون مشاهدة في أول 24 ساعة على يوتيوب. كما لقيت استجابة إيجابية في باكستان. أدى الاستقبال الجيد للإعلان التشويقي إلى مطالبة الموزعين في جنوب الهند بالنسخة المدبلجة من الفيلم بشكل استباقي. أعلن صانعو الأفلام أنه سيتم أيضًا دبلجة وإطلاق أمي في التاميل والتيلجو والمالايالامية.
حصل الفيلم على شهادة U / A من قبل المجلس المركزي لشهادة الأفلام دون أي تخفيضات.
من المقرر أن يُعرض الفيلم في الصين في 22 مارس 2019، بعد عامين من إطلاقه في الهند. أصدرت شركة أستوديوهات زي العالمية، موزعة الفيلم، ملصقًا دوليًا للجمهور الصيني.

## العرض الأول

### شباك التذاكر
حقق الفيلم 14.25 مليار روبية في أول عطلة نهاية الأسبوع في الداخل. وكان من الناتج المحلي الإجمالي من حوالي 51.78 مليار روبية. في الخارج، فإنه حقق 3.87 مليار روبية من أمريكا الشمالية، 164 مليون من المملكة المتحدة، 4.2 مليون من أستراليا، 1.4 مليون من نيوزيلندا، 34500000 من دولة الإمارات العربية المتحدة، 100000 من ماليزيا، و36 مليون من بقية العالم، ليصل إجمالي الفيلم في جميع أنحاء العالم إلى 64.9 كرور في عام 2017.
صدر الفيلم في الصين في 10 مايو 2019. حقق الفيلم إجماليًا افتتاحيًا في نهاية الأسبوع بلغ 5٫96 مليون دولار دولار أمريكيفي الصين،  حيث احتلت المرتبة الرابعة في قوائم عطلة نهاية الأسبوع، أسفل أفلام هوليوود بوكيمون: المحقق بيكاتشو و المنتقمون: نهاية اللعبة والفيلم العربي
كفرناحوم. اعتبارًا من 4 يونيو 2019، حقق الفيلم 16٫02 مليون دولار أمريكي في الصين،  وبذلك الفيلم من الإجمالي في جميع أنحاء العالم إلى 175.7 كرور روبية هندية (29 مليون دولار أمريكي) .

## روابط خارجية
- أم  في قاعدة بيانات الأفلام على الإنترنت (بالإنجليزية)